# Julião Kutonda
Julião Kutonda (5 aprile 1965 – Parigi, 19 aprile 2004) è stato un calciatore angolano, di ruolo difensore.

## Biografia
È morto in un incidente stradale a Parigi.

## Palmarès

### Club

#### Competizioni nazionali
- Girabola: 2

Primeiro de Agosto: 1998, 1999
- Supercoppa d'Angola: 2

Primeiro de Agosto: 1998, 1999